# The Cabin
The Cabin es una película de suspenso y terror sueco-estadounidense de 2018 dirigida por Johan Bodell, escrita por Erik Kammerland y producida por Bodell y Alec Trachtenberg. Está protagonizada por Christopher Lee Page, Caitlin Crommett, Kammerland y Thomas Hedengran y se lanzó a través de plataformas de video bajo demanda.

## Elenco
- Christopher Lee Page como Harry
- Caitlin Crommett como Rose
- Erik Kammerland como Sven
- Thomas Hedengran como Thomas

El cineasta Johan Bodell y el guionista Erik Kammerland concibieron la película en la que querían hacer algo con unos pocos actores y algunas localizaciones.  

## Estreno
La película se estrenó el 4 de diciembre de 2018 en video a pedido y DVD y fue distribuida por High Octane Pictures. 

## Recepción de la crítica
Michael Therkelsen de Horror Society obtuvo una puntuación de 7,5 sobre 10.  Todd Martin de HorrorNews.net consideró que la película era más un thriller que una película de terror. 